# Doug Burden
William Douglas "Doug" Burden (født 29. juli 1965 i Rutland, Vermont, USA) er en amerikansk tidligere roer, og dobbelt olympisk medaljevinder.
Burden var en del af den amerikanske otter, der vandt bronze ved OL 1988 i Seoul, hvor Vesttyskland og Sovjetunionen fik henholdsvis guld og sølv. Fire år senere, ved OL 1992 i Barcelona, var han med i amerikanernes sølvvindende firer uden styrmand, kun besejret af Australien. Han var også med i otteren ved OL 1996 i Atlanta, hvor amerikanerne sluttede på femtepladsen.
Burden vandt desuden to VM-medaljer gennem karrieren, en guldmedalje i otter ved VM 1987 i København og en bronzemedalje i firer uden styrmand ved VM 1986 i Nottingham.

## OL-medaljer
- 1992:  Sølv i firer uden styrmand
- 1988:  Bronze i otter